# Allan Mohideen
Allan Mohideen, né le 11 novembre 1993, est un footballeur international irakien, possédant également la nationalité suédoise. Il évolue au poste de défenseur latéral au Ljungskile SK.

## Carrière

### En équipe nationale
Allan Mohideen honore sa première sélection le 8 août 2016 lors d'un match amical contre le Qatar.

## Statistiques
| Saison                | Club                  | Championnat           | Championnat | Championnat | Coupe(s) nationale(s) | Coupe(s) nationale(s) | Irak | Irak | Total | Total |
| Saison                | Club                  | Division              | M.          | B.          | M.                    | B.                    | M.   | B.   | M.    | B.    |
| 2013                  | Qviding FIF           | Division 1 Södra      | 24          | 0           | 0                     | 0                     | -    | -    | 24    | 0     |
| 2014                  | Qviding FIF           | Division 1 Södra      | 22          | 0           | 0                     | 0                     | -    | -    | 22    | 0     |
| Sous-total            | Sous-total            | Sous-total            | 46          | 0           | 0                     | 0                     | -    | -    | 46    | 0     |
| 2015                  | Ljungskile SK         | Superettan            | 22          | 0           | 3                     | 0                     | -    | -    | 25    | 0     |
| 2016                  | Ljungskile SK         | Superettan            | 28          | 1           | 4                     | 0                     | 1    | 0    | 33    | 1     |
| Sous-total            | Sous-total            | Sous-total            | 50          | 1           | 7                     | 0                     | 1    | 0    | 58    | 1     |
| Total sur la carrière | Total sur la carrière | Total sur la carrière | 96          | 1           | 7                     | 0                     | 1    | 0    | 104   | 1     |